# Моара де Пятрэ
Моара де Пятрэ (рум. Moara de Piatră) — село в Дрокиевском районе Молдавии. Относится к сёлам, не образующим коммуну.

## География
Село расположено на высоте 107 метров над уровнем моря.

## Население
По данным переписи населения 2004 года, в селе Моара де Пятрэ проживает 1659 человек (776 мужчин, 883 женщины).
Этнический состав села:
| Национальность | Число жителей | Процентный состав |
| -------------- | ------------- | ----------------- |
| молдаване      | 1573          | 94.82             |
| украинцы       | 49            | 2.95              |
| русские        | 20            | 1.21              |
| румыны         | 8             | 0.48              |
| гагаузы        | 1             | 0.06              |
| прочие         | 8             | 0.48              |
| Всего          | 1659          | 100%              |